# Rano kršćanstvo
Rano kršćanstvo ili rana kršćanska Crkva je pojam kojim se označava kršćanstvo u razdoblju od Isusove smrti i uskrsnuća do prvoga ekumenskog crkvenog sabora, u Niceji, 325. godine. 

## Nastanak
Rano kršćanstvo je nastalo kao vjerski pokret, odnosno sekta unutar židovstva, da bi se tijekom 1. stoljeća od njega potpuno odvojilo. Središte nove religije je u početku bilo u Jeruzalemu, ali nakon neuspjeha ustanaka 70. godine, kada je uništen Jeruzalemski hram, te Šimuna Bar Kohbe, 136. godine, jeruzalemska Crkva biva ne samo oslabljena, već i prisilno raseljena. U međuvremenu Rim, kao prijestolnica Rimskog Carstva, postaje glavno sjedište kršćanstva, a rimski biskup postaje dominantan i dobiva titulu pape.
Rani kršćani su bili izloženi mnogim kritikama i progonima. Međutim na kraju tog razdoblja kršćanstvo postaje službena religija Carstva.

## Razvoj
Rano kršćanstvo je nastalo kao vjerski pokret, odnosno sljedba unutar judaizma Drugog hrama. Nakon Isusove smrti, njegovi sljedbenici – poznati kao nazarenci – tvrdili su da je on bio Mesija prorokovan u hebrejskim spisima. S vremenom je taj mali židovski vjerski pokret prerastao u kršćansku vjeru.
Prvobitnu kršćansku crkvu (grč. eklezija = zajednica) formirali su nakon Isusove smrti njegovi učenici i apostoli u Jeruzalemu. Prema spisima apostola Petra, mnogi židovi okreću se kršćanstvu. Pristalice Isusa iz Nazareta se u početku nazivaju nazarenci, da bi tek kasnije stekli naziv kršćani. Sjedište nove religije je u početku bilo u Jeruzalemu. Zajednicu su prvo činili isključivo Židovi, koji su smatrali su da je Isus bio Mesija, odnosno Krist, čiji dolazak proriče židovska sveta knjiga Tanah, koju kršćani nazivaju Starim zavjetom. Mnogi židovski (farizejski) vođe su tu tvrdnju smatrali bogohulnom i proglašavali su Kristove sljedbenike za heretike, isključivali ih iz svojih zajednica, a nerijetko i prijavljivali rimskim vlastima.
Rano kršćanstvo se tijekom 1. stoljeća jasno odvaja od židovstva. Već u drugoj polovini 1. stoljeća, zahvaljujući djelatnosti apostola Pavla, kršćanski pokret postaje pretežno nežidovski. Kršćani su nastavili poštovati židovsku Bibliju, uglavnom koristeći prijevod Starog zavjeta Septuagintu, koji je bio u upotrebi kod grčki govorećih židova, ili targume, koji su bili u upotrebi kod onih koji su govorili aramejski jezik. Također su dodani tekstovi koji će postati Novi zavjet, a koje judaizam odbacuje. Kršćanske zajednice nastaju širom Palestine, Male Azije, Sirije, Egipta, Afrike i Grčke, znači pretežno u predjelima istočnog Sredozemlja. Jezik komuniciranja među kršćanima u to doba bio je grčki. Pošto je u antička vremena religija uglavnom bila vezana za određeni grad ili narod, smatra se da su kršćani bili prvi koji su presjekli tradicionalne veze između vjere i narodnosti.
S vremenom su se kršćani sve više odaljavali od židovstva, pa su tijekom drugog stoljeća prešli sa svetkovanja subote na svetkovanje nedjelje.

## Vjerovanje
Kršćanstvo je propovijedalo jednakost svih ljudi i zato su ga u početku uglavnom prihvaćali niži, a odbacivali viši slojevi društva. Apostol Pavao kaže: „Nema više Židova ni Grka, nema roba ni gospodara, nema muškog roda ni ženskoga; jer svi ste vi jedno u Kristu.“ Zajednice kršćanskih vjernika zvale su se kršćanske općine, a bilo ih je u svim dijelovima Carstva. U kršćanskim općinama sva imovina je bila zajednička.
Osnovna aktivnost prvobitnih kršćana je bila molitva:
Ranokršćanska otajstva (misteriji) uključivala su tri sakramenta:
- krst (grč. baptizein – uroniti, zagnjuriti) – ritualno očišćenje vodom;
- krizma/potvrda (grč. hrizma – ulje, mast) – pomazanje posvećenim uljem, što se je činilo odmah nakon krštenja;
- euharistija/pričest (grč. euharistija – blagodat; lat. communio – učešće, dijeljenje) – obredna podjela kruha i vina.

Krstilo se je samo zrele vjernike, koji su prethodno morali proći inicijaciju za obred krštenja, koja je uključivala post i molitvu. Ako bi se pokazali dostojni krštenja, odnosno primanja u kršćansku zajednicu, uslijedio bi obred, tijekom kojega je inicijant silazio u vodu, gdje je bivao uronjen, ispirući tako grijehe i simbolično umirući svojemu dotadašnjem sebstvu. Svećenik nakon toga moli da Duh Sveti siđe na ponovo rođenoga, koji oblači bijelu odoru i prima med pomiješan s mlijekom – hranu za dojenčad.
Kršćani su odbacivali carski kult, zbog čega su bili podvrgnuti dugotrajnim i okrutnim progonima. Stoga su se prvi kršćani okupljali u podzemlju, u katakombama, gdje je nastala i ranokršćanska umjetnost. Među svetkovinama koje su rani kršćani slavili u katakombama, bile su i tzv. gozbe ljubavi, običaj zajedničkog uzimanja hrane i pića, što je kasnije zamijenjeno euharistijom, koja je uključivala pričest kruhom i vinom.
Među prvobitnim kršćanima nije bilo samostana ni redovništva, jer tad su svi kršćani živjeli moralnu strogost.
Vjerski simbol ranih kršćana je bila riba (grč. ihtis, akronim za riječi: »Isus Krist, Božji Sin, Spasitelj«).

## Progoni kršćana
Rimljani su kršćane nazivali ateistima, bezbožnicima, zbog njihova odbijanja da poštuju rimske bogove i da se klanjaju idolima.
Prvi velik progon kršćana je započeo pod carem Neronom (54. – 68.). Godine 64. je izbio velik požar u Rimu. Neron je za podmetanje požara, koji je uništio velik dio grada, optužio kršćane i započeo progone protiv njih. Za vrijeme tog progona Kristovi sljedbenici su razapinjani na križ, bacani u Tiber i predavani divljim životinjama u amfiteatru, radi uveseljavanja rimskih građana. Među tim prvi mučenicima nalazili su se i apostoli Petar i Pavao. Mnogi kršćani su tad bili razapeti i živi spaljeni u Neronovu vrtu, kao ljudske buktinje, o čemu piše Tacit u svojima Analima.
Poslije kratka razdoblja zatišja počeli su novi progoni, za vrijeme cara Domicijana (81. – 96.). Nove veće progone pokrenuo je car Marko Aurelije (161. – 180.), vladar "filozof", pod utjecajem antikršćanski nastrojenih stoika. Car Septimije Sever (193. – 211.) je također bio velik progonitelj kršćana, a Aleksandar Sever (222. – 235.) prvi je rimski car koji je pokazao blagonaklonost prema kršćanima.
Ponovne surove progone kršćana pokrenuli su i Maksimin Tračanin (235. – 238.), Decije (249. – 251.), Valerijan (253. – 260.) Ali najveće progone kršćanstvo je doživjelo za vrijeme Dioklecijana (284. – 311.) i njegovih suvladara, naročito Galerija (305. – 311.) i Maksimijana (286. – 305.). Po svojem obimu i divljaštvu to je bio najžešći progon koji je rimska država pokrenula protiv kršćana. Država je pokrenula sve svoje institucije da iskorijeni i uništi tu vjeru.
Ipak, uvidjevši svu besmislenost i uzaludnost progona kršćana, car Galerije je sa samrtničke postelje izdao edikt o prekidu progona, pod uvjetom da kršćani budu lojalni državi i da se mole svojem Bogu za cara.
Međutim iako u manjem intenzitetu, progoni kršćana su i dalje nastavljeni, posebno u udaljenim krajevima Carstva. Tako je bilo npr. za vrijeme cara Licinija (308. – 324.).

## Milanski edikt
Početkom 4. stoljeća rimski car Konstantin Veliki (306. – 337.) je legalizirao kršćanstvo zakonskim aktom poznatim kao Milanski edikt, koji je proglašen u Mediolanu (današnji Milano) 313. godine. Njime je proglašena vjerska ravnopravnost i prestanak gonjenja kršćana, kojima je dozvoljeno da javno ispovijedaju svoju vjeru, a da za to ne snose nikakve posljedice. U ediktu se, između ostaloga, kaže:
Zakon nije samo zabranio progone kršćana, već naređuje da se vrati imovina svima onima kojima je po toj osnovi bila oduzeta, što uključuje i imovinu koja je pripadala Crkvi. U to vrijeme se podižu i prve kršćanske crkve – kršćanske bazilike. Posljednjih godina prije smrti sam Konstantin je naredio gradnju crkve Svetih apostola u Carigradu, na jednom uzvišenju koje nadvisuje cijeli grad.

## Prvi ekumenski sabor
Car Konstantin ubrzo nakon priznavanja kršćanstva saziva prvi ekumenski (sveopći) sabor, koji je imao cilj riješiti sukobe između raznih struja u okviru kršćanstva. Sabor je održan u Niceji, u Maloj Aziji, tijekom svibnja i lipnja 325. godine, u raskošnim dvoranama carskog dvora, a car je osobno njime predsjedavao.

## Državna religija
Kršćanstvo 387. godine postaje i državna religija Rimskog Carstva, a sve ostale vjere i kultovi bivaju zabranjeni. Tada počinju nicati crkvene građevine u Rimu, Carigradu, Jeruzalemu itd. Također dolazi i do progona svih nepravovjernih struja u okviru kršćanstva.
Godine 391. car Teodozije I. naređuje uništavanje svih poganskih hramova i tada kršćani na čelu s Teofilom spaljuju Aleksandrijsku knjižnicu (tj. ono što je od nje ostalo, jer ju je svojedobno već spalio Cezar, a potom i Aurelijan).
| Portal:Kršćanstvo | Portal: Kršćanstvo |

## Napomene
1. ↑  Robert Wilken, Pagan Criticism of Christianity
2. ↑  http://true.faithweb.com/7-sabb-morrison.htm
3. ↑  Navedeno prema: Knjižnica Nag Hammadi, Hrvatsko izdanje, Biblioteka Svjetlost, Predgovor Jamesa Robinsona

## Vanjske poveznice
- http://www.earlychristians.org/
- http://www.ebionim.org  Arhivirana inačica izvorne stranice od 13. prosinca 2009. (Wayback Machine)
- http://www.earlychristianwritings.com/
- http://www.ccel.org/
- http://www.earlychurchtexts.com
- http://www.plough.com/ebooks/earlychristians.html
- Catholic Encyclopedia: The Fathers of the Church
- http://www.pbs.org/wgbh/pages/frontline/shows/religion/first/
- The Old Testament of the Early Church, Revisited, Albert C. Sundberg Jr.  Arhivirana inačica izvorne stranice od 14. travnja 2016. (Wayback Machine)
- http://www.religiousstudies.uncc.edu/JDTABOR/indexb.html  Arhivirana inačica izvorne stranice od 17. kolovoza 2010. (Wayback Machine)